# Tim Ecclestone
Timothy James Ecclestone (Toronto, 24 settembre 1947 – Roswell, 2 marzo 2024) è stato un hockeista su ghiaccio e allenatore di hockey su ghiaccio canadese che nel corso della carriera giocò nel ruolo di ala destra.

## Carriera
In occasione dell'NHL Amateur Draft 1964 Ecclestone, allora giocatore degli Etobicoke Indians, fu scelto in nona posizione assoluta dai New York Rangers. Concluse la sua carriera giovanile nella OHA con la maglia dei Kitchener Rangers.
Nel 1967 diventò un giocatore professionista entrando nell'organizzazione dei Rangers, tuttavia dopo l'Expansion Draft fu ceduto ai neonati St. Louis Blues. Ecclestone rimase con i Blues fino al 1971, anno in cui fu scelto per rappresentare la squadra all'NHL All-Star Game. Nonostante le buone prestazioni con la squadra, fra cui tre partecipazioni consecutive alla finale di Stanley Cup, Ecclestone fu punito dalla società per il suo appoggio alla NHLPA e ceduto ai Detroit Red Wings.
Rimase a Detroit per oltre due stagioni, prima di passare nel campionato 1973-74 ai Toronto Maple Leafs. Nel novembre del 1974 si trasferì agli Atlanta Flames, formazione con cui concluse la propria carriera da giocatore nell'aprile del 1978, dopo un breve prestito in CHL. Rimase ad Atlanta nelle vesti di vice allenatore fino al 1980, anno in cui la squadra si trasferì in Canada assumendo il nome di Calgary Flames.

## Palmarès

### Individuale
- OHA Second All-Star Team: 1

1966-1967
- NHL All-Star Game: 1

1971